# Karl Zöppritz (Geograph)

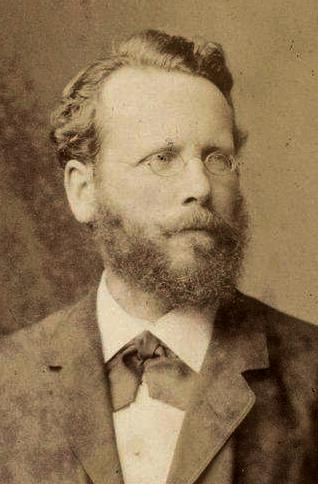
Karl Jakob Zöppritz

Karl Jakob Zöppritz (* 14. April 1838 in Darmstadt; † 21. März 1885 in Königsberg i. Pr.) war ein deutscher Mathematiker, Physiker und Geograph. Er wirkte von 1880 bis zu seinem Tod als Professor für Geographie an der Universität Königsberg und widmete sich insbesondere kartografischen und geophysikalischen Themen.

## Leben
Karl Zöppritz wurde 1838 in Darmstadt als Sohn des Fabrikanten und Landtagsabgeordneten Karl Zöppritz geboren und absolvierte das Gymnasium und die Höhere Gewerbeschule in seiner Geburtsstadt. Anschließend studierte er ab 1856 Mathematik und Physik an den Universitäten Heidelberg und Königsberg sowie an der Universität Paris, an der er auch promovierte. 1865 wurde er an der Universität Tübingen habilitiert und dort auch im gleichen Jahr Dozent für Physik.
Zwei Jahre später wechselte er an die Universität Gießen, an der er bis 1880 als außerordentlicher Professor für mathematische Physik tätig war. Im gleichen Jahr wurde er in Nachfolge von Hermann Wagner zum Professor für Geographie an die Königsberger Albertina berufen, an der er bis zu seinem Tod wirkte und auch die 1881 auf seine Anregung gegründete Königsberger Geographische Gesellschaft leitete. Seine Lehrtätigkeit in Königsberg umfasste allgemeine Erdkunde, spezielle Länderkunde und Ethnografie sowie Meteorologie und Klimatologie.
Karl Zöppritz war verheiratet mit einer Tochter des Gießener Chemikers Heinrich Will, Sophie Will (1850–1940), ein Neffe von ihm war der Seismologe Karl Bernhard Zoeppritz. Er starb 1885 unerwartet im Alter von 46 Jahren in Königsberg an einer akuten und nicht näher identifizierten Krankheit. Auf seinem Lehrstuhl folgte ihm Friedrich Hahn. Seine aus etwa 1800 Karten bestehende Sammlung bildete den Ausgangspunkt der Karten- und Fotosammlung des Geographischen Instituts der Universität Berlin, nachdem die Witwe von Zöppritz die Sammlung an die Universität verkauft hatte.

## Wissenschaftliches Wirken
Schwerpunkt der Forschung von Karl Zöppritz waren kartografische und geophysikalische Fragestellungen, zu denen er verschiedene Werke veröffentlichte. Insbesondere beschäftigte er sich mit der Herleitung von Orts- und Höhenbestimmungen aus Reise- und Expeditionsberichten. Als seine wichtigste Arbeit gilt eine 1878 in den Annalen der Physik veröffentlichte Abhandlung zur Theorie der Meeresströmungen.
Karl Zöppritz wurde 1883 in die Leopoldina aufgenommen und war im gleichen Jahr an der Gründung der Deutschen Meteorologischen Gesellschaft beteiligt.

## Werke (Auswahl)
- Hydrodynamische Probleme in Beziehung zur Theorie der Meeresströmungen. In: Annalen der Physik. Bd. 239, Nr. 4, 1878, S. 582–607
- Leitfaden der Kartenentwurfslehre. Zwei Teile. Leipzig 1884, Zweite Auflage 1899–1908